# Logan Browning
Logan Browning (* 9. června 1989, Atlanta, GeorgiE, Spojené státy americké) je americká herečka a profesionální tanečnice. Nejvíce se proslavila rolí Sashy ve filmu Bratz a rolí Brianny v seriálu Meet the Browns. Během let 2013 až 2018 hrála hlavní roli Jeleny Howard v seriálu stanice VH1/BET Hit the Floor.

## Životopis a kariéra
Narodila se v Atlantě v Georgii a navštěvovala modelingovou a hereckou školu Barbizon. Poprvé se před kamerou objevila v seriálu Kalifornské léto. Jako Vanessa se poté objevila v seriálu stanice Nickelodeon Ned's Declassified School Survival Guide. Jednu z hlavních postav si zahrála ve filmu Bratz. Poté navštěvovala Fayette Country High School a Vanderbilt University v Nashvillu. Také se objevila ve videoklipu Dijona Tatona k písničce "Wild Out".
Během druhé série se připojila k seriálu Meet the Browns, kde nahradila Brianne Gould. Také si zahrála ve videoklipech Prima J k písničce "Rockstar" a B5 k písničce "U Got Me". Objevila se ve dvou epizodách seriálu Tajemství kruhu. V dubnu 2012 byla obsazena do jedné z hlavních rolí seriálu stanice VH1 Hit the Floor. Nebyla profesionální tanečnice. Byla obsazena kvůli jejímu hereckému umu a poté podstoupila osmi měsíční trénink.

## Filmografie
| Rok  | Název           | Role   | Poznámky |
| ---- | --------------- | ------ | -------- |
| 2007 | Bratz           | Sasha  |          |
| 2013 | Přízrak zmizelé | Sara   |          |
| 2015 | Brotherly Love  | Trina  |          |
| 2018 | The Perfection  | Lizzie |          |

| Rok       | Název                                    | Role                 | Poznámky                          |
| --------- | ---------------------------------------- | -------------------- | --------------------------------- |
| 2004–2005 | Kalifornské léto                         | Carrie               | 4 díly                            |
| 2005–2006 | Ned's Declassfield School Survival Guide | Vaness               | 5 dílů                            |
| 2009–2011 | Meet the Browns                          | Brianna Ortiz        | 106 dílů                          |
| 2010–2013 | Královská dvojčata                       | Rebecca Dawson       | 6 dílů                            |
| 2011      | Tajemství kruhu                          | Sally Matthews       | 2 díly                            |
| 2013–2018 | Hit the Floor                            | Jelena Howard        | hlavní role, 35 dílů              |
| 2014      | For Better or Worse                      | Shawn                | 2 díly                            |
| 2015–2016 | Powers                                   | Zora                 | 18 dílů                           |
| 2017–2021 | Drazí běloši                             | Samantha White       | hlavní role                       |
| 2018      | RuPaul's Drag Race                       | samu sebe/porotoce   | díl: „The Last Ball on Earth“     |
| 2021      | Friday Night Vibes                       |                      | díl: „Episode #1.20“              |
| 2021      | Young Justice                            | Onyx Adams (hlas)    | 4 díly                            |
| 2022      | Rodinka Pyšných: Hlučnější a pyšnější    | College Penny (hlas) | díl: „When You Wish Upon a Roker“ |